# Demir Hisar (kommun)
Demir Hisar (makedonska: Општина Демир Хисар, Демир Хисар) är en kommun i Nordmakedonien. Den ligger i den sydvästra delen av landet, 80 kilometer söder om huvudstaden Skopje. Antalet invånare är 8 609. Arean är 780 kvadratkilometer.
Följande samhällen finns i Demir Hisar:
- Murgaševo
- Sopotnica
- Slepče
- Žvan
- Smilevo
- Sveta
- Suvodol
- Edinakovci
- Sloeštica
- Strugovo
- Žurče
- Obednik
- Vardino
- Pribilci
- Virovo
- Zagoriče
- Mrenoga
- Graište
- Dolenci
- Golemo Ilino
- Belče
- Brezovo
- Babino
- Boište
- Kutretino
- Malo Ilino
- Bazernik
- Železnec
- Utovo
- Novo Selo
- Kočište
- Sladuevo
- Zašle